# ومن الذي لا يحب فاطمة
ومن الذي لا يحب فاطمة هو مسلسل درامي مصري من إنتاج اتحاد الإذاعة والتلفزيون المصري عام 1996 عن قصة أنيس منصور وإخراح أحمد صقر ومن بطولة أحمد عبد العزيز وشيرين سيف النصر.

## قصة المسلسل
يصطدم صبري «أحمد عبد العزيز» برفض عائلة حبيبته وابنة عمه ماجدة «جيهان نصر» زواجهما، ليزوجوها رجل آخر أفضل ماديا فتصدم ماجدة نفسيا وتعالج مع نسيانها حب صبري وكأنها حفظت الكلام دون احساس في عملية أشبه بغسل الذماغ وبعد شفائها تفهم من أهلها أنها مخطوبة ويزوجونها أهلها ممن يريدون على الرغم من سوء طباع ذللك الرجل فهم لايردون صبري لمشاكل عائلية قدمة تتعلق بأمه ولكنها لاتتحمل طباعه وتنفصل عنه فما بعد، وكذلك يتزوج صبري من قريبته من امه تهاني «ماجدة زكي» التي تقف إلي جواره في أزمته ويكتشف أنه وقع في مأزق وتتصاعد الأزمة عندما يخسر عمله بسبب مديرته في العمل نانو التي كانت تحبه فيقرر السفر إلي النمسا حث كان بها خال زوجته وابن خالة أمه، ويساعده بعض المصريين المهاجرين لننتقل إلي عالم المصريين في الخارج بمشكلاته وأزماته و«نداله البعض أحيانا في الغربة. وجدعنه البعض الآخر»، وتدعمه مارجريت «شيرين سيف النصر» وتحاول الإبقاء عليه في النمسا.
تتحول مارجريت إلي فاطمة بعد اعتناقها الإسلام لكي تتقرب أكثر من صبري ويقبل الزواج منها تقديرا لدعمها وحبها له، رغم خوفه الشديد من أن يظلم زوجته الأولي التي تموت في التوقيت نفسه تحت أنقاض زلزال 1992 لكن الفارقة هي ظهور حبيبته الأولي في حياته من جديد ورعايتها لابنته ووالدته في غيابه ويتزوج منها ويصطحبها للنمسا ليجدد حبه والأهم لتربي له ابنته خوفا عليها من «الأجنبية».
وتظهر روعة شخصية فاطمة في هذه المرحلة التي تصر فيها جيهان نصر كأي زوجة مصرية أصيلة علي ألاعيب «الضراير» وتستحوذ علي اهتمام صبري بشكل كامل رغم أن فاطمة حرصت علي صداقتها واستقبلتها بالورود في المطار وعندما تعلم بإبلاغ والدها عن تعدد زوجاته الذي لا يقبله المجتمع الأوروبي عقابا له علي هجرها، تحرص فاطمة علي تحذيره فورا وتطلب منه الطلاق وتسافر للمملكة العربية السعودية لأداء فريضة الحج.

## بطولة
| - أحمد عبد العزيز: صبري - شيرين سيف النصر: مارجريت (فاطمة) - جيهان نصر: ماجدة - ليلى فوزي: أم ماجدة - كريمة مختار: أم صبري - حسن مصطفى: عبد اللطيف - أحمد خليل: أبو ماجدة - إحسان القلعاوي: ثريا أم تهاني - أحمد خميس: أبو مارجريت | - ماجدة زكي: تهاني - بسام رجب: جودت أخو ماجدة - أحمد السقا: عماد - هالة النجار: أوديت - رمزي غيث: سمير - علاء مرسي: فريد - أحمد صادق: مدحت - محمد سعد: رأفت - عبير صبري: ميس نانو | - فلك نور: مارتين - سارة: أنجريد - حلمي فودة: ستيف - صبري عبد المنعم: طبيب ماجدة - علي قاعود: فاضل طبيب ماجدة - عبد الله الشرقاوى - فاطمة شوشة: ممرضة - احمد عبد الباري | - محب كاسر: حارس عمارة ثريا - محمد الدقن - سامي أنور - راغب تعاريت - محمد نبيل - أستريد رايشوين - أحمد عبد الوارث: كمال - فتحي سعد: طبيب صابرين |